# Anna-Carin Magnusson
Anna-Carin Magnusson, ofta kallad Anci Magnusson, född 24 november 1957 i Gnosjö församling i Jönköpings län, är en svensk socialdemokratisk politiker. Hon blev ledamot i landstingsstyrelsen för Jönköpings län 1995, landstingsråd och gruppledare för Socialdemokraterna i landstinget 2006 men lämnade landstingspolitiken då hon vid årsskiftet 2013/2014 blev kommunalråd i Nässjö kommun samt ordförande för kommunstyrelsen där. På sistnämnda post efterträdde hon Bo Zander. . Den 1 april 2022 avgick hon från kommunalrådsposten och efterträddes av sin partikamrat Sara Lindberg. 